# Fin flash

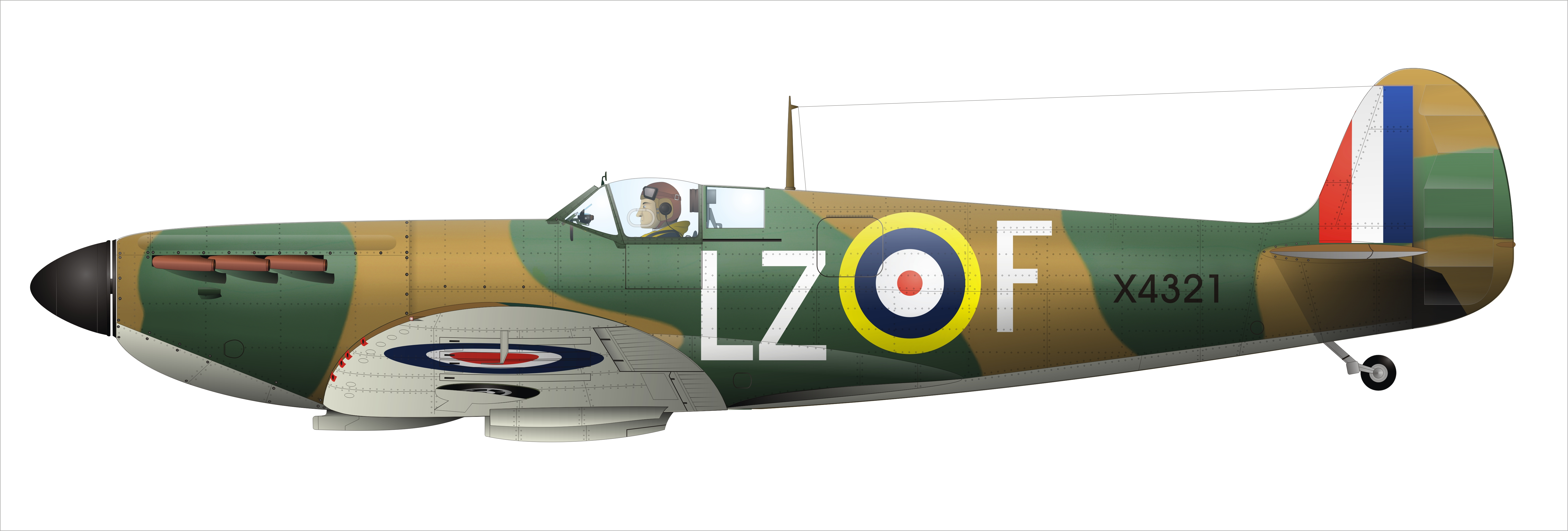
Un Supermarine Spitfire utilizzato dalla Royal Air Force (RAF) durante la seconda guerra mondiale. Si noti sulla destra la posizione del Fin Flash.

Il Fin Flash utilizzato dalla RAF ripropone i colori della Union Jack.

Il Fin Flash, chiamato anche distintivo di coda, è un particolare simbolo identificativo che viene apposto alle aerodine militari come integrazione di altre simbologie, come le coccarde, specificatamente sulla deriva delle stesse (da cui fin, ovvero deriva in inglese).
Sono spesso semplici, formati dai colori nazionali e rappresentano la bandiera nazionale stilizzata, ma viene utilizzata anche la bandiera nazionale stessa.